# Thomas Meyer-Fiebig
Thomas Meyer-Fiebig (* 3. April 1949 in Bielefeld) ist ein deutscher Komponist und Konzertorganist sowie emeritierter Professor des Kunitachi College of Music Tokyo.

## Leben
Thomas Meyer-Fiebig wuchs als Sohn eines Pfarrers an der Neustädter Marienkirche in Bielefeld auf und kam so frühzeitig mit Orgel und Orgelmusik in Kontakt. Nach dem Abitur am Ratsgymnasium Bielefeld studierte er Komposition bei Johannes Driessler und Giselher Klebe sowie Schulmusik und Musikpädagogik an der Staatlichen Hochschule für Musik Detmold. Neben seiner mehrjährigen Lehrtätigkeit an der Jugendmusikschule Lemgo (1974–1978) widmete sich Meyer-Fiebig der vielfältigen kirchenmusikalischen Mitarbeit in der dortigen St. Nikolaigemeinde. 1974 heiratete er seine erste Frau, die japanische Pianistin Eri Takata, und zog 1978 mit ihr nach Tokyo. Hier wurde er 1978 Dozent für Komposition am Kunitachi College of Music Tokyo. 1989 erfolgte die Berufung zum Professor und 1996 zusätzlich zum Leiter einer Meisterklasse im Hauptfach Komposition an der Graduate School des KCM Tokyo. Nach seiner Emeritierung 2015 wurde Thomas Meyer-Fiebig zum „Professor h.c. des Kunitachi College of Music“ ernannt.
Inzwischen ist Thomas Meyer-Fiebig mit der japanischen Organistin Aya Yoshida verheiratet.
Im Zentrum seines kompositorischen Schaffens stehen Orgel- und Kammermusik. Das organistische Repertoire umfasst Musik aller Epochen vom Mittelalter bis zur Gegenwart. Er vervollständigte das Dies irae aus dem unvollendeten Requiem WoO V/9 von Max Reger und ebenso dessen Rondo Opus 147.